# Seznam německých názvů obcí a osad v Česku, F
Tento seznam obsahuje německé názvy (exonyma) českých obcí začínajících na písmeno F.
Tento seznam by měl sloužit pro orientaci v starých písemných pramenech, mapách atd., nikoliv pro překlad českých názvů měst do němčiny. Většina z těchto německých názvů by při použití v současnosti byla nesrozumitelná.
| Český název               | Historická země    | Okres             | Německý název                  | Poznámka                                                    |
| ------------------------- | ------------------ | ----------------- | ------------------------------ | ----------------------------------------------------------- |
| Farářství                 | Čechy              | Hradec Králové    | Pfarrgrund                     | osada (dnes sídliště) v Pražském Předměstí u Hradce Králové |
| Felbabka                  | Čechy              | Beroun            | Feldwebel                      |                                                             |
| Ferdinandov               | Čechy              | Liberec           | Ferdinandsthal                 |                                                             |
| Filipka                   | Čechy              | Liberec           | Phillipsgrund                  |                                                             |
| Filipov                   | Čechy              | Děčín             | Phillipsdorf                   |                                                             |
| Filipov                   | Čechy              | Chrudim           | Philippsdorf                   |                                                             |
| Filipov                   | Čechy              | Kutná Hora        | Philippsdorf                   |                                                             |
| Filipov                   | Čechy              | Louny             | Philippsthal                   | osada vesnice Domoušice                                     |
| Filipová                  | Morava             | Šumperk           | Philippsthal                   |                                                             |
| Filipova Hora             | Morava             | Domažlice         | Philippsberg                   |                                                             |
| Filipovice                | Slezsko            | Jeseník           | Philippsdorf                   |                                                             |
| Filipovice                | Slezsko            | Opava             | Philippsdorf                   |                                                             |
| Filipovka                 | Čechy              | Liberec           | Phillipsberg                   |                                                             |
| Filipovské Chaloupky      | Čechy              | Jihlava           | Philippsdorf                   |                                                             |
| Filířovice                | Čechy              | Trutnov           | Fiedlerdorf                    | osada vesnice Nové Lesy                                     |
| Fláje                     | Čechy              | Most              | Fleyh                          |                                                             |
| Fojtka                    | Čechy              | Liberec           | Voigtsbach                     |                                                             |
| Fojtov                    | Čechy              | Karlovy Vary      | Voigtsgrün                     |                                                             |
| Fojtova Kraš              | Slezsko            | Jeseník           | Voigts Krosse                  |                                                             |
| Fojtovice                 | Čechy              | Děčín             | Voigtsdorf                     |                                                             |
| Fojtovice                 | Čechy              | Teplice           | Voitsdorf                      |                                                             |
| Folknáře                  | Čechy              | Děčín             | Falkendorf                     |                                                             |
| Fořt                      | Čechy              | Trutnov           | Forst                          |                                                             |
| Frahelž                   | Čechy              | Jindřichův Hradec | Frahelsch                      |                                                             |
| Franckovice               | Morava             | Zlín              | Frankenau                      | osada vesnice Racková                                       |
| Franclina                 | Čechy              | Pardubice         | Franklin                       |                                                             |
| Francova Lhota            | Morava             | Vsetín            | Franzenschlag                  |                                                             |
| Frankštát                 | Morava             | Šumperk           | Frankstadt                     | dřívější název obce Nový Malín                              |
| Frankův Zhořec            | Morava             | Žďár nad Sázavou  | Frankenheid                    |                                                             |
| Františkov                | Čechy              | Domažlice         | Franzdorf                      |                                                             |
| Františkov                | Čechy              | Kutná Hora        | Franzensdorf                   |                                                             |
| Františkov                | Slezsko            | Jeseník           | Franzberg                      |                                                             |
| Františkov                | Čechy              | Liberec           | Franzendorf                    |                                                             |
| Františkov                | Čechy              | Semily            | Franzenthal                    |                                                             |
| Františkov                | Čechy              | Tábor             | Franzdorf                      |                                                             |
| Františkov                | Morava             | Znojmo            | Franzdorf                      | osada obce Újezd                                            |
| Františkov nad Ploučnicí  | Čechy              | Děčín             | Franzenthal a.d. Polzen        |                                                             |
| Františkova Ves           | Čechy              | Klatovy           | Franzdorf                      |                                                             |
| Františkovy Lázně         | Čechy              | Cheb              | Franzensbad                    |                                                             |
| Františkův Vrch           | Čechy              | Děčín             | Franzenberg                    |                                                             |
| Františky                 | Čechy              | Chrudim           | Franzensdorf                   |                                                             |
| Frantoly                  | Čechy              | Prachatice        | Frauenthal                     |                                                             |
| Frenštát pod Radhoštěm    | Morava             | Nový Jičín        | Frankstadt unter dem Radhoscht |                                                             |
| Fryčovice                 | Morava             | Frýdek-Místek     | Fritzendorf                    |                                                             |
| Frýdek                    | Slezsko            | Frýdek-Místek     | Friedeck                       |                                                             |
| Frýdek-Místek             | Morava + Slezsko   | Frýdek-Místek     | Friedeck-Friedberg             |                                                             |
| Frýdlant                  | Čechy              | Liberec           | Friedland                      |                                                             |
| Frýdlant nad Moravicí     | Morava             | Bruntál           | Friedlant an der Mohra         | dřívější název města Břidličné                              |
| Frýdlant nad Ostravicí    | Morava (+ Slezsko) | Frýdek-Místek     | Friedland an der Ostrawitza    |                                                             |
| Frýdnava                  | Čechy              | Havlíčkův Brod    | Friedenau                      |                                                             |
| Frýdštejn                 | Čechy              | Trutnov           | Friedstein                     |                                                             |
| Frymburk                  | Čechy              | Český Krumlov     | Friedberg                      |                                                             |
| Frymburk                  | Čechy              | Klatovy           | Frimburg                       |                                                             |
| Fryšava pod Žákovou horou | Morava             | Žďár nad Sázavou  | Frischau                       |                                                             |
| Fryšták                   | Morava             | Zlín              | Freistadtl                     |                                                             |
| Fryštát                   | Slezsko            | Karviná           | Freistadt                      |                                                             |
| Fukov                     | Čechy              | Děčín             | Fugau                          | obec zaniklá po roce 1945                                   |
| Fulnek                    | Morava + Slezsko   | Nový Jičín        | Fulneck                        |                                                             |